# 米奇·诺顿
米奇·诺顿（英語：Mitch Norton，1993年4月1日—），澳大利亚男子篮球运动员，场上位置是控球后卫。他曾代表澳大利亚国家队参加2018年英联邦运动会篮球比赛，获得一枚金牌。